# Germanair
Die Germanair war eine deutsche Charterfluggesellschaft. Am 1. März 1977 fusionierte das Unternehmen mit der Bavaria Fluggesellschaft zur Bavaria Germanair.

## Geschichte

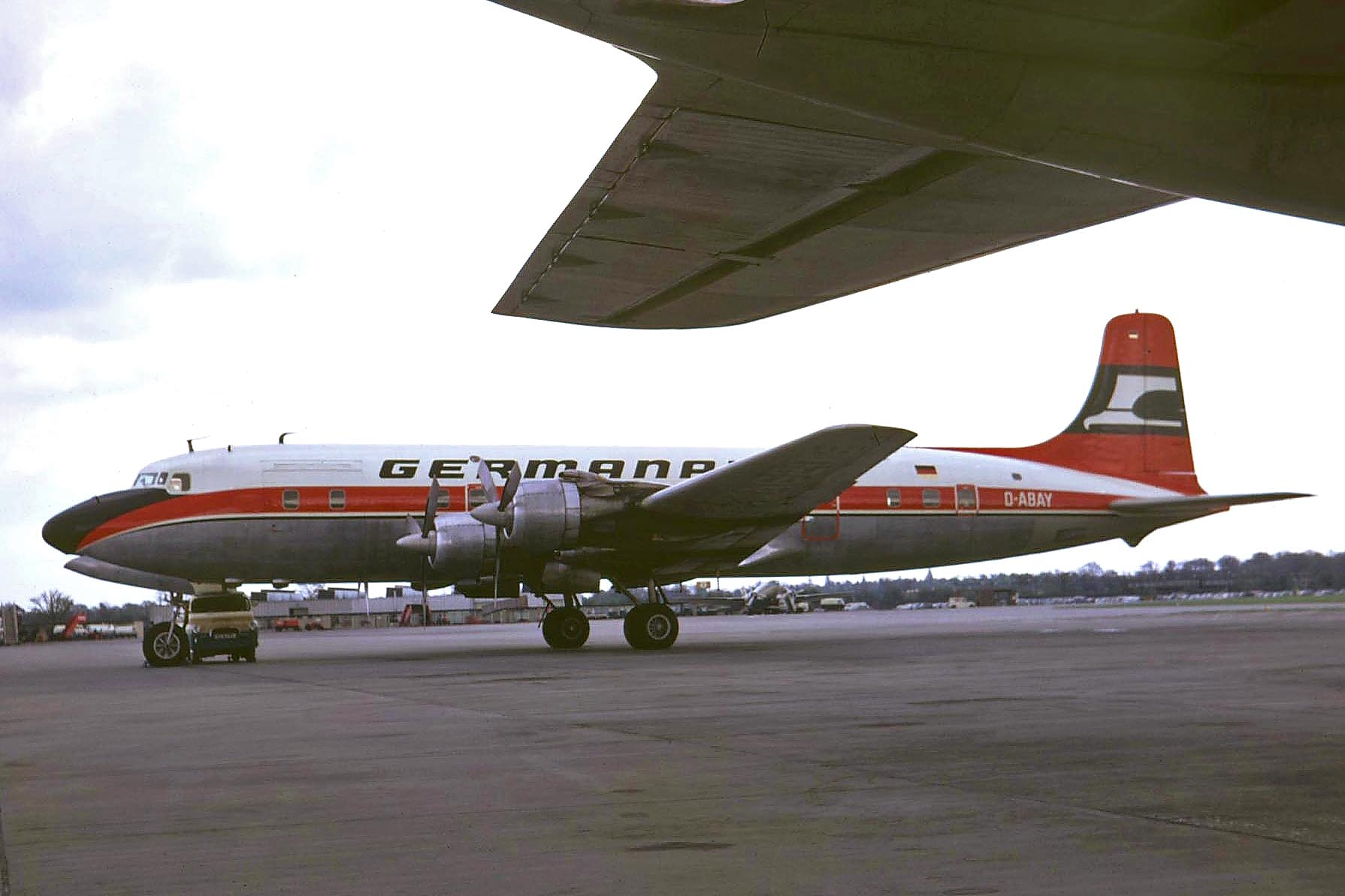
Eine Douglas DC-6 der Germanair, London-Gatwick 1969

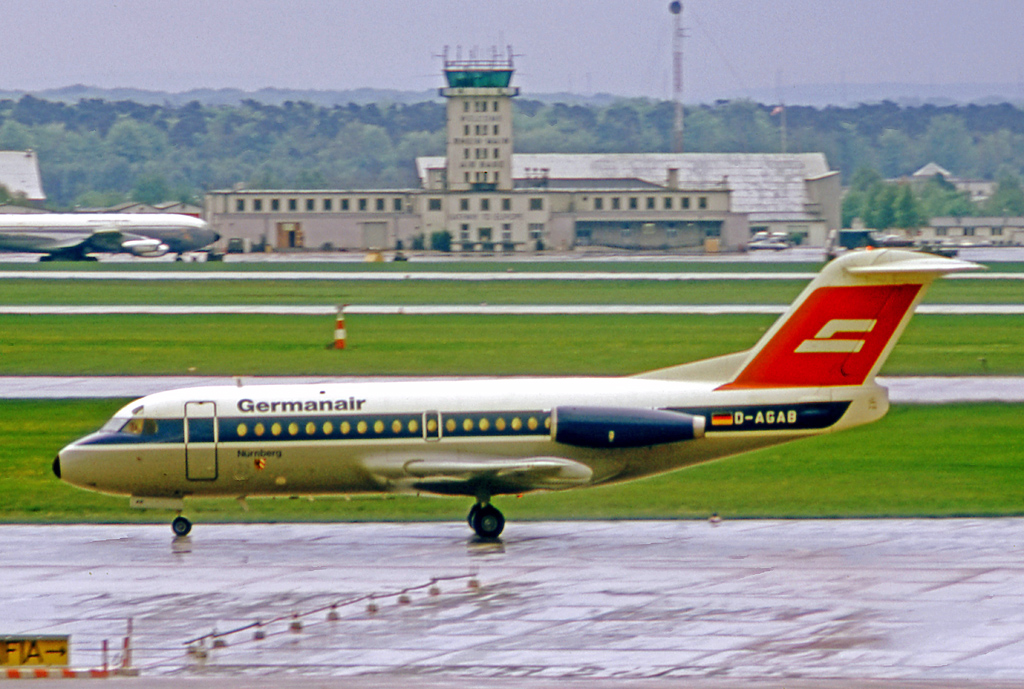
Eine Fokker F28 der Germanair im Jahr 1973

Die Fluggesellschaft Germanair ging aus der Südwestflug GmbH hervor, die 1964 in Baden-Baden gegründet worden war. Das Stuttgarter Unternehmen Contracta, das Ferienhäuser in Südeuropa vermarktete, beteiligte sich im Frühjahr 1965 mehrheitlich an der Südwestflug. Im September 1965 wurde die erste von drei Douglas DC-6 erworben, mit denen das Unternehmen potentielle Kunden zu Hausbesichtigungen nach Spanien und auf die Kanarischen Inseln flog. Nach mehreren Besitzerwechseln wurde die Gesellschaft am 1. September 1968 in Germanair umbenannt und der Firmensitz nach Frankfurt verlegt. 
Die Germanair GmbH konnte schnell zahlreiche Reiseveranstalter als Kunden gewinnen und bestellte neue Flugzeuge des Typs BAC 111-500. Weil diese in der Sommersaison 1969 noch nicht verfügbar waren, setzte die Gesellschaft in Ergänzung zu den eigenen Douglas DC-6 je eine geleaste Douglas DC-9-15 und BAC 111-400 ein. Am 16. Oktober 1969 übernahm Germanair die erste ihrer sechs BAC 111-500 und musterte parallel dazu die propellergetriebenen DC-6 schrittweise aus. Die Gesellschaft beförderte im Geschäftsjahr 1970 mit einer reinen Jet-Flotte rund 470.000 Passagiere. Im Herbst 1970 wurde die Germanair GmbH von dem Münchener Unternehmer Josef Schörghuber aufgekauft, der seit 1968 auch eine Minderheitsbeteiligung an der Bavaria Fluggesellschaft besaß. Das Unternehmen bestellte im Frühjahr 1971 vier Flugzeuge des Typs Fokker F28, die ab 1972 eingesetzt wurden. Im Winter 1971/72 entwickelte sich eine technische Kooperation mit der Fluggesellschaft Atlantis, an der die Schörghuber Unternehmensgruppe ebenfalls beteiligt war. Zur weiteren Expansion wurden Großraumflugzeuge des Typs Airbus A300 bestellt. Mit der Auslieferung der ersten Maschine wurde Germanair am 23. Mai 1975 zum deutschen Erstbetreiber dieses Flugzeugtyps. 
Ende 1974 ging auch die Bavaria Fluggesellschaft in den Alleinbesitz der Schörghuber Unternehmensgruppe über, wodurch sich eine enge Zusammenarbeit mit der Germanair ergab. Im Mai 1975 wurde Ernst Uhl zum gemeinsamen Geschäftsleiter der zwei Unternehmen bestellt. Beide Fluggesellschaften flogen zwar weiterhin unter eigenen Markenauftritten, kooperierten aber in Hinblick auf eine angestrebte Fusion in allen Bereichen. Diese wurde am 1. März 1977 vollzogen. Aus der Fusion entstand die Fluggesellschaft Bavaria Germanair, die mittlerweile – nach weiteren Fusionen – in der TUIfly aufgegangen ist.

## Flotte
- Airbus A300B4-2C
- BAC 111-400 und 111-500
- Douglas DC-6
- Douglas DC-9-15
- Fokker F28-1000